# Reinout Douma
Reinout Douma (Doetinchem, 4 april 1974) is een Nederlandse componist, dirigent, arrangeur en pianist.

## Biografie
Voor zijn studie rechten aan de RuG verhuisde hij naar Groningen. Vervolgens ging hij daar naar het Prins Claus Conservatorium waar hij in 2002 afstudeerde met als hoofdvak piano jazz. In Groningen leerde hij de dames van Vrouw Holland kennen. Vanaf 1997 was hij hun vaste pianist en componist en toerde hij met hen door Nederland. Naast Vrouw Holland componeert hij ook muziek voor onder meer Jochem Myjer, Noord Nederlandse Dans, Noord Nederlands Toneel en Theater te Water. In 2009 stelde hij een nieuw professioneel orkest samen. Met dit Noordpool orkest werkt hij met verschillende artiesten samen.

## Discografie
'Klinkkloar' - (Strictly Country Records, 2005) 

‘Radiohead, A Jazz Symphony' - (Challenge Records, 2012)